# Euarchonta
De Euarchonta is een clade van zoogdieren waartoe de volgende ordes toe behoren:
- Scandentia
- Primatomorpha (mirorder)
  - Dermoptera
  - Primates (†Plesiadapiformes, Strepsirrhini, Haplorhini)

De Euarchonta vormt samen met de Glires (knaagdieren en haasachtigen) de superorde Euarchontoglires.
De Euarchonta vervangt de Archonta, een superorde met de vier bovenstaande groepen plus de vleermuizen (orde Chiroptera), de vleerhonden in het bijzonder. Pettigrew (1991) beweerde dat de vleerhonden meer verwant waren aan de primaatachtigen dan aan de echte vleermuizen en het feit dat beide type vleermuizen konden vliegen berustte op convergente evolutie. De monofylie van de orde Chiroptera met zowel de vleerhonden als de vleermuizen werd echter later bevestigd door morfologisch en moleculair onderzoek door onder meer Simmons & Geisler (1998) en Murphy et al. (2001). De orde Chiroptera wordt sindsdien bij de Laurasiatheria ingedeeld, samen met onder andere de insecteneters, roofdieren en hoefdieren.